# IX століття
IX століття — століття, що охоплює роки з 801 по 900 рік за юліанським календарем. Це століття зародження Київської Русі.

## Політика

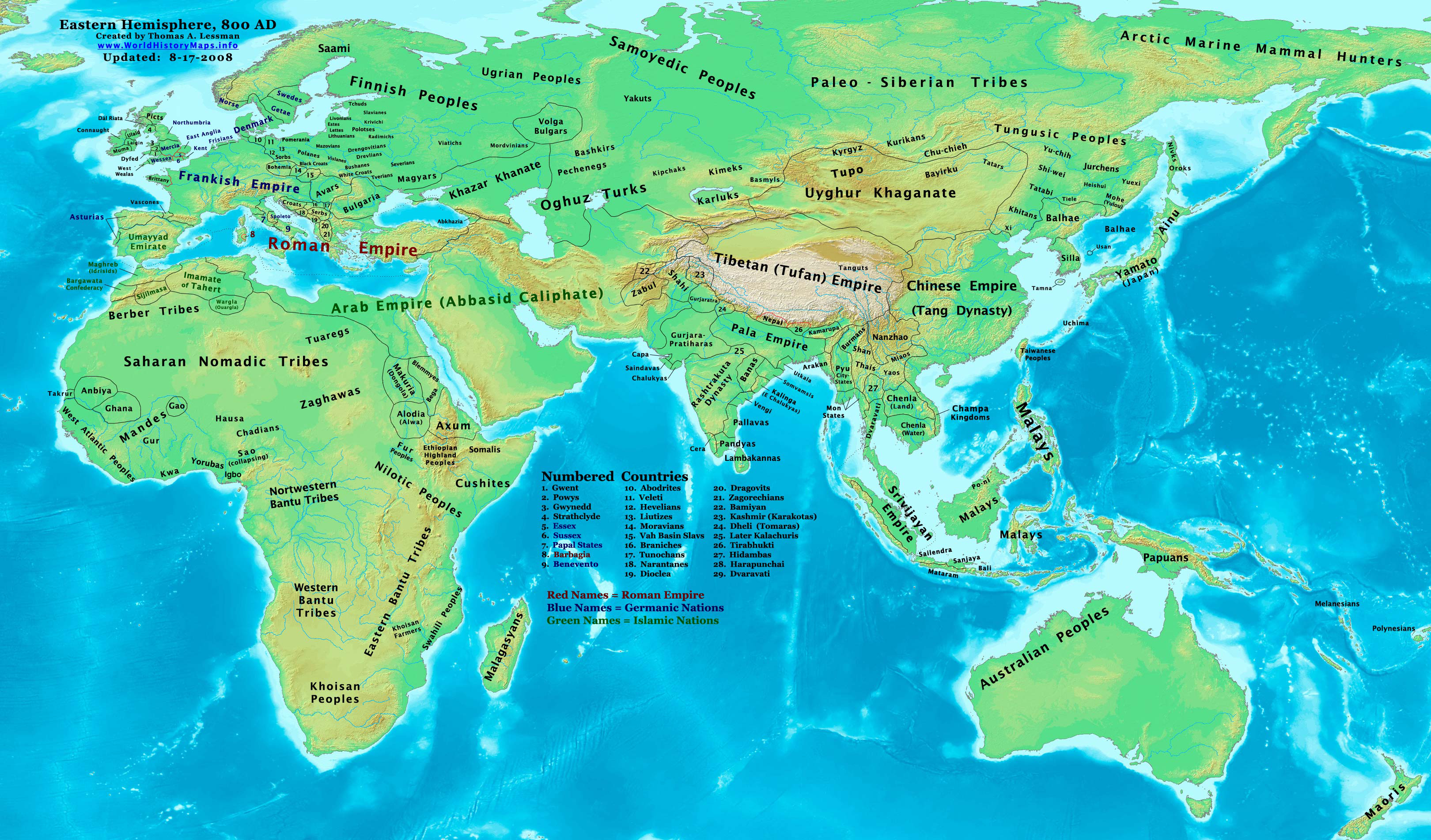
Мапа східної півкулі на 800 рік

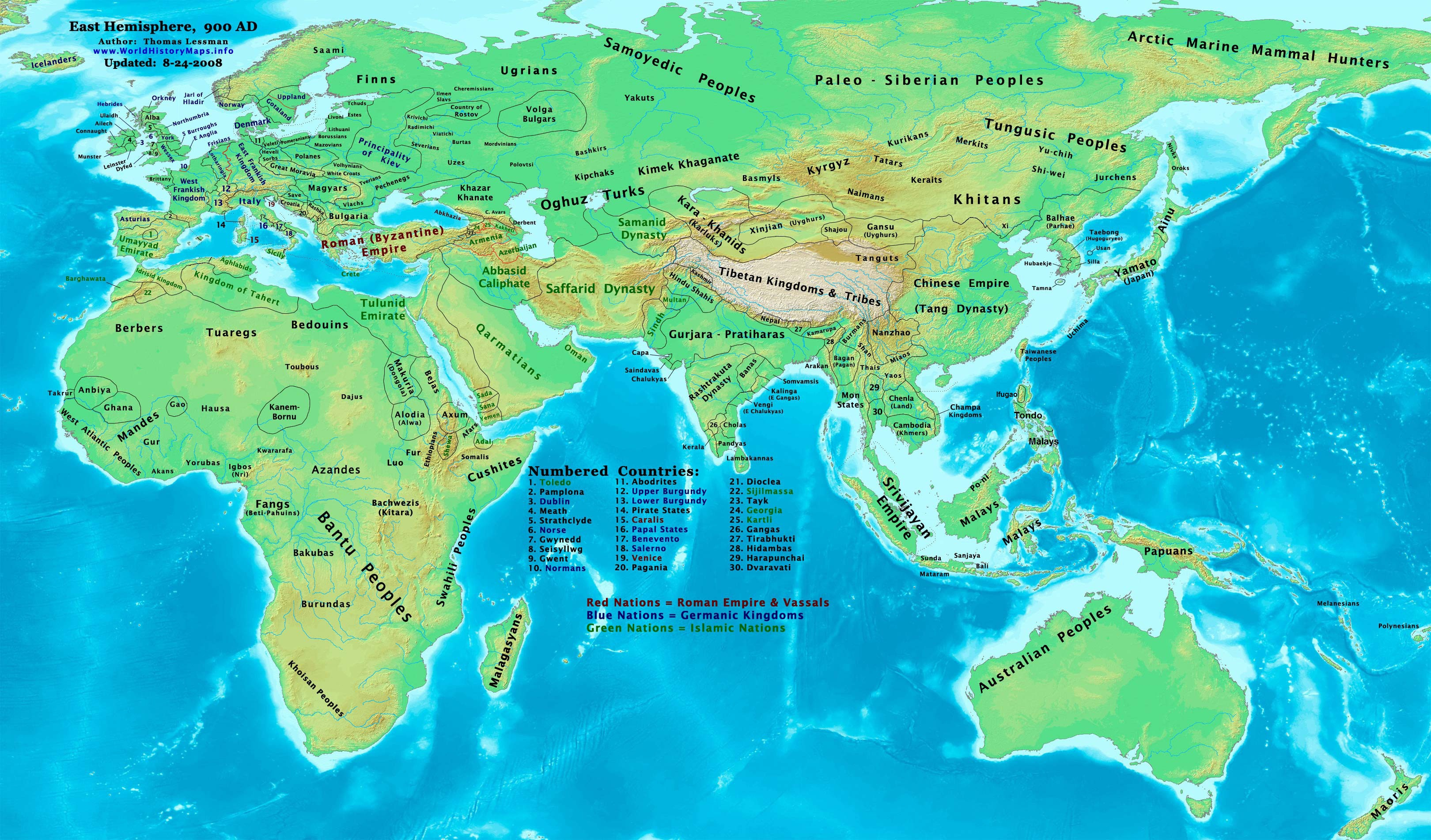
Мапа східної півкулі на 900 рік

### Виникнення Київської Русі
882 року з Новгорода в Київ прийшов князь Олег Віщий. Він убив Аскольда і Діра і почав правити в місті, заснувавши Київську Русь. Упродовж 880-х Олег підкорив собі й змусив платити данину навколишні слов'янські племена.
Етнонім руси початково позначав, мабуть, плем'я вікінгів. Згадка про нього зустрічається вперше за 839 рік, коли з візантійським посольством до Людовика I Благочестивого прибули від кагана русів. 860 року руси вчинили напад на Контантинополь. У ньому брав участь Аскольд, який, мабуть, дещо раніше цієї дати почав правити в Києві. Никонівський літопис повідомляє про другий, невдалий, похід Аскольда на Візантію 874 року. Аскольд прийняв християнство.
Рюрик I, засновник княжого роду Рюриковичів, почав княжити в Новгороді з 862 року. Після його смерті 879 року в нього залишився малолітній син Ігор I Старий, опіку над яким взяв Олег.

### Каролінзька імперія
На початку століття імперія Карла I Великого займала значну частину Західної Європи. 800 року Карла було короновано римським імператором. 812 року цей титул визнав за ним візантійський василевс Михаїл I Рангаве. Після смерті Карла Великого 814 року йому успадкував його син Людовик I Благочестивий. Імперія залишалася єдиною до його смерті 840 року, хоча у 830-х Людовику довелося вести боротьбу зі своїми синами за порядок успадкування. Після смерті Людовика його сини 844 року уклали Верденський договір, за яким імперію було розділено на три частини: Західне Франкське королівство, Серединне королівство та Східне Франкське королівство. Після смерті Лотара I його сини розділили Серединне королівство на три частинини: Італійське королівство, Прованс і Лотарингію. Каролінзька імперія дробилася й влада каролінзьких монархів у ній зменшувалася, поступаючись впливу великих феодалів. Карл III Товстий був останнім імператором із Каролінгів, якому хоча б формально належала вся імперія, хоча й недовго.
Упродовж усього століття землі франків потерпали від постійних нападів вікінгів, які підіймалися вгору річками й грабили прибережні міста й монастирі. Франкські королі не могли зупинити їх і часто виплачували їм відкуп. Деякі області імперії, зокрема Бретань, Гасконь і Прованс утворили незалежні королівства.

### Візантія
804 року Візантія зазнала поразки у війні з Аббасидським халіфатом. 811 року візантійські війська розбили булгари на чолі з ханом Крумом. Мирний договір 812 року із Каролінзькою імперією Карла Великого залишив за Візантією Венецію, Істрію та Далмацію, але візантійцям довелося визнати імператорство Карла. З приходом до влади Лева V Вірменина відновилася політика іконоборства. З булгарами було укладено мир 813 року. У 820-х Візантія втратила острів Крит, який завоювали сарацини з Аль-Андалусу. Маври з Іфрикії у 830-х захопили Сицилію і стали нападати на візантійські володіння в Італії. Політика іконоборства припинилася в 840-х при імператорі Михаїлі III і регентстві його матері Феодори. При Феодорі розпочалася боротьба з павликіанами, сектою, яка набрала сили на кордоні з Халіфатом. У 860-х павликіани становили значну загрозу для імперії, однак у наступному десятилітті їх було подолано. Наприкінці століття Візантія програла війну з Болгарією, викликану підвищенням мит на болгарські товари.

### Британія
На початку століття завершився період гептархії, Вессекс до 829 року підкорив собі інші королівства Англії. Водночас дедалі частіше на острів нападали вікінги. Масове вторгнення данів почалося із нашестям Великої армії 865 року. Дани завоювали північну частину Англії й утворили в ній область данського права Данелаг. Південна частина Англії залишалася під владою королів Вессексу, яким доводилося вести постійні війни з данськими завойовниками.
Вікінги, дани і норвежці, захопили також частину Ірландії. Уельс, Стратклайд і Шотландія залишалися непідкореними. 843 року Кеннет I об'єднав під своїм правлінням землі скотів та піктів, утворивши Шотландське королівство.

### Італія
Північну частину Італії займало Італійське королівство, спадкоємець колишнього Лангобардського королівства. Папська область займала середню частину півострова, а на півдні утворилося кілька невеликих герцогств та незалежних міст-держав, які часто вели між собою війни, іноді укладаючи союз із сарацинами або візантійцями. Сарацини захопили й тривалий час утримували Барі. 846 року аглабіди напали на Рим і розграбували Ватикан. Араби й надалі продовжували напади на околиці Рима.
Окремі області Італії залишалися під контролем Візантії. Зокрема, до таких належала Венеція, яка ставала дедалі важливішим центром торгівлі між Заходом і Сходом.

### Болгарія
Упродовж століття сила і міць Болгарської держави зростали, а булгари асимілювалися з місцевим слов'янським населенням. На початку століття булгари розбили й ліквідували ослаблений франками Аварський каганат. У 810-х Болгарія вела успішні війни з Візантією. У 864–865 хан Борис I Михайло прийняв християнство й зробив його офіційною релігією держави, поборовши супротив бояр. З 870 року Болгарська православна церква стала автономною. Болгарія прийняла учнів Кирила і Мефодія, коли їм довелося покинути Велику Моравію. Було засновано Преславську та Охридську книжкові школи.
В кінці століття між Болгарією та Візантією спалахнула війна через мито на болгарські товари. Болгарія вийшла з цієї війни переможницею, завдавши поразки не тільки візантійським військам, а й союзникам візантійців мадярам.

### Велика Моравія
Великоморавське князівство утворилося 833 року, коли Моравське князівство підкорило собі Нітранське князівство. Згодом Велика Моравія захопила Блатенське князівство, Богемію і Лужицю. Князі Великої Моравії обороняли свої землі від тиску Східного Франкського королівства, у васальній залежності від якого вони перебували. У 850-х князь Ростислав запросив до себе візантійських місіонерів Кирила і Мефодія, які запровадили в князівстві християнство східного обряду з літургією слов'янською мовою. 874 року Людовик Німецький визнав незалежність Великої Моравії, яка відтоді стала королівством. Король Святополк II був прихильником західного обряду, що змусило учнів Кирила й Мефодія переселитися в Болгарію. Під кінець століття Велика Моравія стала занепадати. Почалася міжусобиця, Паннонію захопили мадяри, Богемія відділилася.

### Вікінги
Вікінги упродовж усього століття були значною силою. Вони захопили частину Ірландії, заснували місто Дублін. У середині століття Велика армія данських вікінгів окупувала північну частину Англії, де утворилася область данського права Данелаг. Підіймаючись угору річками вікінги вчиняли напади на міста Франкського королівства, і каролінзькі правителі не могли зупинити їхні рейди. Іноді вікінги вступали в союз із тією чи іншою стороною в конфліктах усередині королівства. Жертвами нападів вікінгів були також Аль-Андалус, середземноморське узбережжя Франції та Італія, коли нормани пробиралися через Гібралтарську протоку в Середземне море.
Північних найманців у Візантійській імперії називали варягами. Варяги відіграли значну роль у заснуванні держави у Новгороді й Київської Русі.

### Арабський світ
Аббасидський халіфат розпочав століття під владою Гарун ар-Рашида. 803 року халіф відсторонив від управління впливову перську родину Бармакидів. 811 року, після смерті Гаруна ар-Рашида у халіфаті спалахнула четверта фітна — боротьба за владу між його синами. Її переможець, аль-Мамун віддав Середню Азію та Хорасан своїм сподвижникам, які започаткували династії Саманідів та Тахіридів. З 815 по 836 рік тривало повстання під проводом Бабека в Азербайджані та Персії.
836 року халіф аль-Мутасім переніс столицю халіфату в Самарру. У 860-х розпочався період анархії в Самаррі, впродовж якого халіфів ставила й скидала тюркська гвардія гулями. 877 року тюркський мамелюк Ахмед ібн Тулун, посланий управляти Єгиптом, вийшов із-під контролю халіфа й почав правити практично незалежно. У 870-х зейдити захопили владу в Табаристані, а Саффариди в Афганістані. Наприкінці століття Бахрейном заволоділи кармати.
Аглабіди правили в Іфрикії. З 849 року вони прийняли малікізм. Аглабіди вели війну за Сицилію з Візантійською імперією, захопили деякі території на півдні Італії. 846 року їхні війська вчинили напад на Рим. Під кінець століття в Магрибі виник рух Фатімідів.
Омеядський Кордовський емірат продовжував правити в Аль-Андалусі й боротися як проти християнської Астурії, так і проти численних повстань в ісламських містах, зокрема, в Толедо.

### Китай та Індія
Після розпаду Тибету Китай відновив контроль над торговими шляхами Середньої Азії. Великим випробовуванням для династї Тан було повстання 874—884 років під проводом Хуан Чао. Влада придушила повстання, звернувшись за допомогою до північних кочових народів, зокрема шато. Як винагороду шато отримали території на півночі й значний вплив на країну.
На почачатку століття значною силою на Індійському субконтиненті була буддистська держава Пала. Вона виникла в Бенгалі й в період свого найбільшого розквіту окупувала значні території на півночі Індії. Під кінець століття вона почала занепадати. На півночі її потіснила Пратіхара, на півдні Раштакути. Почалося зростання впливу південної династії Чола.

### Кочові народи
Мадяри на початку століття жили в між Волгою і Сіверським Дінцем й були під Хозарським каганатом. Біля 850 року три хозарські племена відділилися від каганату й пристали до мадяр, які переселилися на терени сучасної України в степи між Дніпром та Прутом. У кінці століття, 895 року, вони перейшли через Карпати в Паннонію. На українських землях їх замінили печеніги. Мадяри захопили частину Великої Моравії, як союзники Візантії брали участь у війні з Болгарією, але були биті, і здійснили спустошливі походи в Північну Італію та Баварію.
Хозари домінували в степах на північ від Каспійського моря. До заснування Київської Русі, Київ, мабуть, платив їм данину. На схід від Каспійського моря кочували огузи, північніше кімаки.
Уйгури були основною силою в степах на північ від Китаю до 840 року, коли їх розбили єнісейські киргизи. Уйгури переселилися в Східний Туркестан. Іншим важливим племенем на північ від Китаю були кидані.

### Решта світу
Король Гаральд I об'єднав в одну державу Норвегію.
В Японії тривав період Хей'ан. Особливого значення набув рід Фудзівара, заправляючи державними справами при слабких імператорах. Об'єднана Сілла, що охоплювала південь Корейського півострова, почала розпадатися, 892 року від неї відділилася Хупекче. Імперія Шривіджая продовжувала контролювати торгівлю в Південно-Східній Азії. Утворилася Кхмерська імперія.
Завершився класичний період розвитку цивілізації Месоамерики.

## Релігія
На початку в століття у Візантії відновилося іконоборство. Його остаточно подолали тільки в 840-х роках стараннями імператриці Феодори.
У 860-х та 870-х виникла нова схизма між східною та західною церквами, пов'язана з патріархом Фотієм. Коли 858 року василевс Михаїл III забажав відправити свою матір, Блаженну Феодору в монастир, константинопольський патріарх Ігнатій відмовився виконувати його наказ. Патріарха змістили й замінили Фотієм. Ігнатій звернувся зі скрагою до Папи Римського, і понтифік вирішив на його користь із огляду на недопустимість втручання світської влади в церковні справи. Фотій, в свою чергу, підняв питання про використання filioque у західній церкві та про втручання римських легатів у справи в Болгарії. Патріарх Фотій та Папа Римський відлучили один одного від церкви. Четвертий Константинопольський собор 869—870 років змістив Фотія з катедри патріарха. Після смерті Ігнатія Фотій повернувся на катедру й провів Софійський помісний собор 879—880 років, що скасував рішення попереднього собору.
Християнство продовжувало поширюватися серед язичницьких народів Європи. Видатними просвітителями були Кирило і Мефодій, центром діянь яких була Велика Моравія. Кирило і Мефодій склали слов'янську абетку, переклали Біблію і запровадили літургію слов'янською мовою. Оскільки до того існувало тільки три літургійні мови: гебрейська, грецька й латинська, нововведення Кирила й Мефодія у Римі й Константинополі сприйняли неоднозначно. Просвітелів кілька разів викликали в Рим, але кожного разу приймалося рішення на їхню користь. Служба божа слов'янською мовою була дозволена. Однак, після смерті Мефодія (Кирило помер раніше) їхніх учнів витіснили з Великої Моравії, де обряд було змінено на західний. Учні просвітителів перебралися в Болгарію, і їх узяв під свою опіку князь Борис I Михайло.
Болгарія прийняла християнство 864–865 років. З 870 року Болгарська православна церква стала автономною. Незабаром болгари вислали візантійських священників і повністю перейшли на літургію староцерковнослов'янською мовою.

## Культура
На основі народної латини почали складатися романські мови. Більшість західноєвропейських документів написано латиною, однак 813 року священникам Каролінзької імперії було велено виголошувати проповіді народною мовою, яку б розуміла паства. Страсбурзькі клятви 842 року є найдревнішим джерелом, з якого черпають відомості про древні французьку та німецьку мови. 881 роком датуються найдревніші літературні твори французькою — Секвенція про святу Євлалію, та Пісня Людовика — німецькою.

## Винаходи
- У Китаї винайдено порох.
- 868 року надруковано Діамантову сутру найдревнішу друковану книгу, що збереглася до наших днів.
- В Утрехтському псалтирі 843 року зустрічається перше в історії Європи зображення кривошипу.
- Винайдено глаголицю і кирилицю.
- В Японії виникла кана.

## Окремі події
- 882 — Початок правління династії Рюриків на Русі.
- 864 — Хрещення Болгарії королем Борисом І.
- Деякі італійські міста оголошують себе вільними республіками.
- Початок набігів вікінгів.
- Засновані Ужгород, Муром, Житомир, Смоленськ.
- Вікінги відкривають Ісландію.
- Аль-Хорезмі